# Every Time I Close My Eyes
Singles de Babyface
Talk to Me (en)
(1996) How Come, How Long
(1997)
Everytime I Close My Eyes est une chanson de l’auteur compositeur-interprète américain Babyface, accompagné de la chanteuse américaine Mariah Carey et du saxophoniste Kenny G. Ce titre sort le 14 janvier 1997 et officie en tant que second extrait du cinquième  opus The Day. Le titre est écrit et composé par Babyface.

## Genèse
La chanson est écrite, composée et interprétée par Babyface. Il y inclut la performance vocale de Mariah Carey, soit un an après avoir travaillé sur le titre Melt Away issu de l’album Daydream de la chanteuse mais aussi la performance musicale du saxophoniste Kenny G.

## Accueil
La chanson reçoit une nomination à la 40e cérémonie des Grammy Awards mais perd face au titre Candle In The Wind d’Elton John.
Pour la vidéo, la chanson reçoit une nomination aux MTV Music Awards dans la catégorie meilleure vidéo par un artiste masculin mais perd contre Devil’s Haircut de Christopher Beck.

## Format et liste des pistes
CD single
1. "Every Time I Close My Eyes" (Radio Edit) – 4:11
2. "Lady, Lady" – 4:23

Téléchargement digital
1. "Every Time I Close My Eyes" (Timbaland Remix) – 4:51

CD maxi single Royaume-Uni
1. "Every Time I Close My Eyes" (Radio Edit) – 4:12
2. "Every Time I Close My Eyes" (Linslee Campbell Remix) – 5:53
3. "Every Time I Close My Eyes" (Every Time I Feel The Groove Remix) – 4:43
4. "Every Time I Close My Eyes" (Every Time I Feel The Funk Remix) – 4:44
5. "Every Time I Close My Eyes" (House of Music Remix) – 5:13

## Crédits
Informations issues et adaptées du livret de Babyface : A Collection of his Greatest Hits (Epic, Sony Music, 2000) et du site discogs.
- Kenneth "Babyface" Edmonds : interprète principal, auteur, compositeur, claviers, programmations, chœurs, producteur
- Mariah Carey : chœurs, arrangement vocal
- Kenny G : saxophone
- Greg Phillinganes : piano
- Nathan East : basse
- Michael Thompson : guitare
- Sheila E. : percussions

- Brad Gilderman : enregistrement
- Thom Russo : enregistrement
- Mike Scott : enregistrement (voix de Mariah Carey)
- Jon Gass : mixage
- Paul Boutin, Kyle Bess : ingénieurs du son assistants

| Chart (1997)                               | Peak position |
| ------------------------------------------ | ------------- |
| US Billboard Hot 100                       | 6             |
| US Billboard Hot R&B/Hip-Hop Songs         | 5             |
| US Billboard Hot Adult Contemporary Tracks | 17            |
| Royaume-Uni                                | 13            |